# Anochetus yerburyi
Anochetus yerburyi é uma espécie de formiga do gênero Anochetus, pertencente à subfamília Ponerinae.